# Ричард Харис
Ричард Харис (на английски: Richard Harris), е ирландски филмов, театрален и телевизионен актьор, певец и писател роден през 1930 година, починал през 2002 година. 

## Биография

### Ранни години
Ричард Харис е роден като Ричард Сейнт Джон Харис на 1 октомври 1930 година в град Лимерик, провинция Мънстър, Ирландия. Той е петото от девет деца в семейството на Иван Джон Харис (р. 1896) и Милдред Джоузефин (р. 1898). Ричард учи в йезуитската гимназия „Crescent College“ в родния си град. Като ученик, той показва завиден спортен талант като играч на ръгби, състезавайки се за юношеските формирования на училището. Спортната му кариера обаче е прекъсната още в началния си етап поради заболяване от туберкулоза. Харис остава страстен почитател на отборите, посещавайки техни мачове до края на живота си. След възстановяването от заболяването си, Ричард заминава за Англия, където започва да изучава актьорско майсторство в Лондонската академия за музикално и драматично изкуство.

### Кариера
След завършване на академията, той постъпва в театралната работилница на режисьорката Джоан Литълууд, с която прекарва няколко години обикаляйки скромните театри на страната. Така се стига до 1956 година, когато Ричард Харис е трансфериран на прочутия лондонски Уест Енд, дебютирайки там в пиесата „The Quare Fellow“ на ирландския писател Брендан Биън.
Харис е сред най-емблематичните изпълнители на англоезичната кинематография от 1960-те до началото на 2000-те години. Името му излиза на преден план с главната роля във филма „Този спортен живот“ (1963) за което печели награда от фестивала в Кан за най-добър актьор. За изпълнението си, Харис е номиниран и за наградите БАФТА и „Оскар“ за най-добра мъжка роля. Няколко години по-късно, той затвърждава репутацията си с превъплъщението в ролята на Крал Артур във филма „Камелот“ (1967) за което е удостоен с приза „Златен глобус“. В хода на кариерата си, Харис блести с колоритните си изяви в популярни произведения на славни режисьори като „Майор Дънди“ (1965) на Сам Пекинпа, „Библията“ (1966) на Джон Хюстън, „Полето“ (1990) на Джим Шеридан, „Непростимо“ (1992) на Клинт Истууд, „Сибирският бръснар“ (1998) на Никита Михалков, „Гладиатор“ (2000) на Ридли Скот и др. За изпълнението си в британската драма „Полето“, Харис получава втората си номинация за „Оскар“ за най-добра мъжка роля. В годините преди кончината си, името му добива широка популярност с изпълнението в хитовата поредица за Хари Потър, където играе професор Дъмбълдор, директор на училището за магии и вълшебства.
Успоредно с актьорската си кариера, Ричард Харис се изявява и като певец. Той има записани няколко албума. Песента „MacArthur Park“ от албума „A Tramp Shining“ (1968) се превръща в световен хит, достигайки връхни позиции в класациите в Америка и Европа.

### Личен живот
Има два брака, като и двата завършват с развод, а от първия брак има три деца.
Харис е член на римокатолическите рицари на Малта, а също така е удостоен за рицар от кралицата на Дания през 1985 г.

### Смърт
Харис е диагностициран с болестта на Ходжкин през август 2002 г., според съобщенията, след като е бил хоспитализиран с пневмония.  Той почива в болницата на Университетския колеж в Блумсбъри, Лондон, на 25 октомври 2002 г., на възраст 72 години.  Тялото му е кремирано, а прахът му е разпръснат на Бахамските острови, където той притежава дом. 

## Избрана филмография
| Година | Филм                            | Оригинално заглавие                      | Роля                              | Бележки                                |
| ------ | ------------------------------- | ---------------------------------------- | --------------------------------- | -------------------------------------- |
| 1961   | Оръдията на Навароне            | The Guns of Navarone                     | Хауърд Барнсби                    |                                        |
| 1962   | Бунтът на Баунти                | Mutiny on the Bounty                     | Джон Милс                         |                                        |
| 1963   | Този спортен живот              | This Sporting Life                       | Франк Мейчин                      | награда от Кан, номинация за „Оскар“   |
| 1964   | Червената пустиня               | Red Desert                               | Корадо Зелер                      |                                        |
| 1965   | Майор Дънди                     | Major Dundee                             | Капитан Бенджамин Тайрийн         |                                        |
| 1966   | Библията                        | The Bible                                | Каин                              |                                        |
| 1967   | Камелот                         | Camelot                                  | Крал Артур                        | награда „Златен глобус“                |
| 1970   | Кромуел                         | Cromwell                                 | Оливър Кромуел                    |                                        |
| 1970   | Моли Макгуайърс                 | The Molly Maguires                       | детектив Джеймс Макпарлън/Маккена |                                        |
| 1971   | Човек в пустошта                | Man in the Wilderness                    | Захари Бас                        |                                        |
| 1973   | Смъртоносните преследвачи       | The Deadly Trackers                      | шериф Шон Килпатрик               |                                        |
| 1976   | Робин и Мариън                  | Robin and Marian                         | Крал Ричард                       |                                        |
| 1977   | Пътешествията на Гъливер        | Gulliver's Travels                       | Гъливер                           |                                        |
| 1990   | Полето                          | The Field                                | „Бул“ Маккейб                     | номинации за „Оскар“ и „Златен глобус“ |
| 1992   | Патриотични игри                | Patriot Games                            | Пади О'Нийл                       |                                        |
| 1992   | Непростимо                      | Unforgiven                               | англичанина Боб                   |                                        |
| 1993   | Да се изправиш срещу Хемингуей  | Wrestling Ernest Hemingway               | Франк                             |                                        |
| 1997   | Усещане за сняг                 | Smilla's Sense of Snow                   | Д-р Андреас Торк                  |                                        |
| 1998   | Сибирският бръснар              | Sibirskiy tsiryulnik                     | Дъглас Маккракън                  |                                        |
| 2000   | Гладиатор                       | Gladiator                                | Марк Аврелий                      |                                        |
| 2001   | Хари Потър и Философският камък | Harry Potter and the Philosopher's Stone | Дъмбълдор                         |                                        |
| 2002   | Граф Монте Кристо               | The Count of Monte Cristo                | Абат Фариа                        |                                        |
| 2002   | Хари Потър и Стаята на тайните  | Harry Potter and the Chamber of Secrets  | Дъмбълдор                         |                                        |
| 2002   | Aпокалипсис                     | The Apocalypse                           | Апостол Йоан                      |                                        |